# Yarışlı Gölü
Der Yarışlı Gölü („Yarışlı-See“) ist ein abflussloser See tektonischen Ursprungs und liegt größtenteils im Landkreis (İlçe) Yeşilova in der türkischen Provinz Burdur. Der südöstliche Uferbereich gehört zum Landkreis Burdur.

## Entstehung
Ursprünglich handelte es sich um einen See, der aus Karstquellen gespeist wurde. Er entstand im frühen Miozän, vor ungefähr 22 Millionen Jahren. Im Pleistozän (vor ungefähr 2,5 Millionen Jahren) lag der Wasserspiegel sehr viel höher, wie anhand von Terrassenablagerungen nachgewiesen wurde. Während der Würm-Eiszeit vor circa 100.000 Jahren war der Yarışlı Gölü mit dem Burdur Gölü verbunden. Diese Verbindung trocknete jedoch im Laufe des Holozäns aus und der See schrumpfte auf die heutige Größe und versalzte.

## Geographie
Er hat nur wenige kleine Bäche, den Kümbet, den Yarışlı, den Kirse Pınarları, den Kadınca Suyu sowie den Başkuyu Çay als Zuflüsse, deshalb schwankt wegen der Verdunstung die Größe des Sees von im Winter bis zu 16 km² hin zum Sommer mit dem Minimum von 2 km². Da in den Sommermonaten die Zuflüsse teilweise austrocknen, bilden sich große Salzwiesen und Wattflächen, und die Seetiefe kann bis auf ein Minimum von zwei Metern absinken. In heißen Sommern trocknet der See vollständig aus und bildet ein salziges Moor. Im See gibt es keine Strömung.
Anfang der 1960er Jahre wurde der Gencali Gölü, der ungefähr sechs Kilometer westlich des Yarışlı Gölü lag, trockengelegt und das Wasser in den Yarışlı Gölü geleitet, was zu einer leichten Erhöhung des Wasserspiegels führte.
In der Nähe des Ostufers gibt es eine circa 500 m² große Insel. Am Ostufer selbst befinden sich die Ruinen der phrygischen Stadt Tymbrianassus aus dem 6. Jahrhundert vor Christus.

## Biologie
Das Wasser des Sees enthält eine hohe Konzentration von Natriumphosphat, Natriumchlorid und Natriumsulfat.
Nur an den Bachmündungen findet sich dichte Vegetation, ansonsten überwiegen halophyte Pflanzen. Im Brackwasserbereich der Bachmündungen lebt der Mittelmeerkärpfling (Aphanius chantrei), ein kleiner, circa 7 bis 10 cm langer Fisch, der wirtschaftlich aber ohne Bedeutung ist.
Eine wichtige Rolle spielt der See als Rastplatz für viele Vogelarten. So überwintert hier die Weißkopf-Ruderente (Oxyura leucocephala), eine der gefährdetsten Entenarten der Welt. Auch die Rostgans (Tadorna ferruginea) und zahlreiche Flamingos (Phoenicopteridae) überwintern hier beziehungsweise rasten hier auf dem Weg ins Winterquartier.
Trotz der überregionalen Bedeutung als Vogelrastplatz lehnte die Regierung mehrere Anträge auf Ausweisung als Vogelschutzgebiet ab.